# Un premier amour (film)
Pour les articles homonymes, voir Un premier amour.
Pour plus de détails, voir Fiche technique et Distribution.
Un premier amour est un film muet français réalisé par Louis Feuillade sorti en 1909.

## Fiche technique
- Titre : Un premier amour
- Réalisation : Louis Feuillade
- Scénario :
- Photographie :
- Montage :
- Producteur :
- Société de production : Société des Etablissements L. Gaumont
- Société de distribution :  Société des Etablissements L. Gaumont
- Pays de production :  France
- Langue : film muet avec les intertitres en français
- Format : Noir et blanc — 35 mm — 1,33:1 — Muet
- Genre :
- Durée :
- Date de sortie :
  - France : 6 septembre 1909

## Distribution
- Renée Carl
- Maurice Vinot
- Alice Tissot
- Christiane Mandelys